# Río Luna
El río Luna (Ḷḷuna o Tsuna en leonés) es un cauce de agua que atraviesa parte de la provincia de León, en España. Nace al oeste de Babia, comarca situada al norte de León, en los terrenos de Quintanilla de Babia y finaliza en Villarroquel. Aguas abajo, en Secarejo, se une con el río Omaña para dar origen al Órbigo. Está embalsado por la presa de Los Barrios de Luna.

## Etimología
Se desconoce el origen del nombre del río Luna (Ļļuna o Tsuna en el dialecto asturleonés de Babia), pero es posible que sea un hidrónimo, de origen prerromano. El nombre del río no proviene del condado de Luna, pues el río ya se conocía por este nombre antes de la aparición del condado, y las posesiones del Conde de Luna abarcaban territorios de otras comarcas como Omaña, Babia y Órbigo.

## Nacimiento y curso alto
El río Luna tiene su cabecera en el puerto de Piedrafita de Babia, donde se produce un proceso de captación de las aguas que se dirigen en dirección sur  por los afluentes del río Sil, que fluyen hacia el oeste por valles de pendiente más pronunciada y tienen mayor capacidad erosiva.
Sus aguas bajan regando los prados de Cabrillanes, San Félix de Arce, Huergas, Riolago, Robledo, Cospedal y Villasecino. En Puente Orugo absorbe al río Torrestío, que recoge las aguas del valle de San Emiliano, aportadas por la vertiente sur del macizo en el que se asientan los lagos de Somiedo, las derramadas por la vertiente sur del puerto de Ventana y por las laderas del poniente de Peña Ubiña. Unos metros más abajo pasa por Villafeliz, que sufre los efectos de las riadas en época de deshielo. El siguiente pueblo que riega este río es Rabanal de Luna, que ya pertenece a la comarca de Luna.

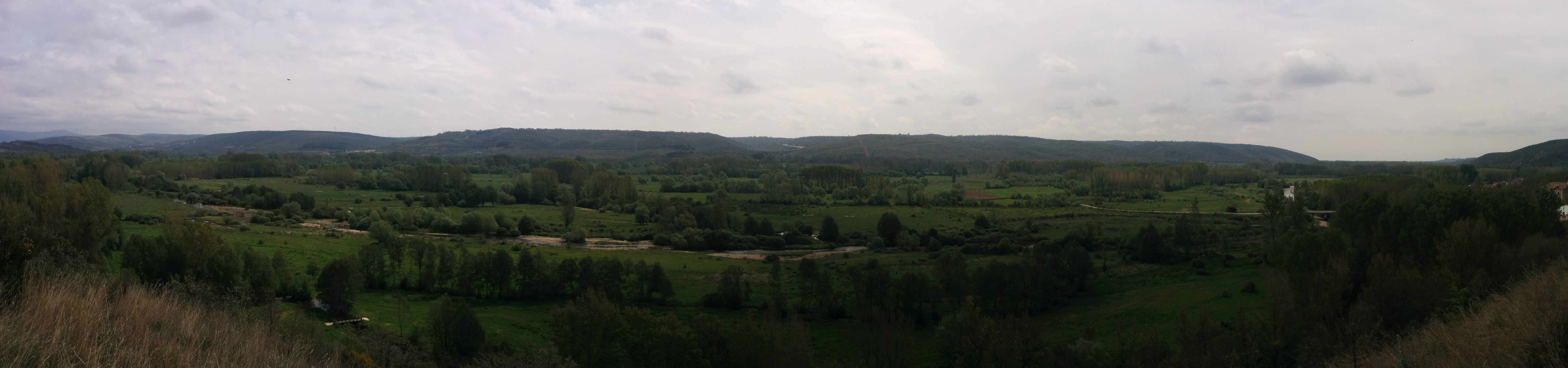
Valle del río Luna desde la torre de Ordás.

## Embalses
En Sena de Luna está la cola del embalse de Barrios de Luna. A la altura del sumergido pueblo de San Pedro, recibe las aguas del río Caldas y las del río Aralla, que llega después de atravesar el estrecho valle de Aralla de Luna. En Los Barrios de Luna está la presa de este embalse, cuyas aguas se utilizan fundamentalmente para regar la Ribera y el Páramo.
Pocos kilómetros más abajo el río Luna tiene un embalse más, el contraembalse de Selga de Ordás, previo paso por las poblaciones de Mora de Luna, Vega de Caballeros, Garaño, Canales-La Magdalena. Presa abajo, se encuentran Selga de Ordás, Tapia de la Ribera, Rioseco de Tapia, Sorrios de Ordás, Santibáñez de Ordás, Santa María de Ordás, Espinosa de la Ribera, Villarrodrigo de Ordás, Mataluenga y Villarroquel.

## Nacimiento del Órbigo

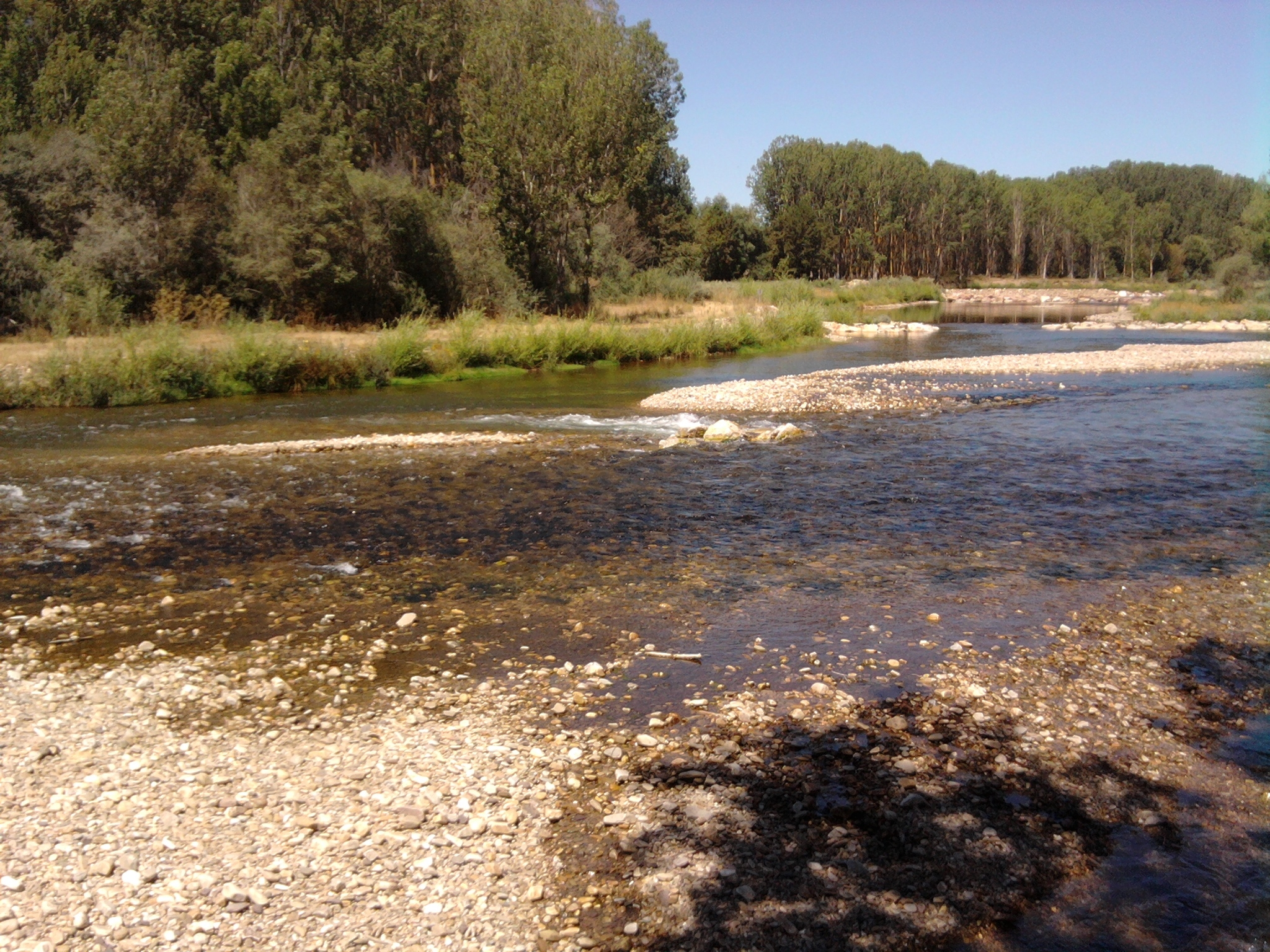
El río Luna al morir.

En Santiago del Molinillo el Luna se une con el río Omaña, que baja desde la comarca a la que da nombre, para dar lugar al nacimiento del río Órbigo, afluente del río Esla, que desemboca finalmente en el río Duero.